# Федерация тайского бокса-муайтай России
Федера́ция муайтай Росси́и зарегистрирована Министерством Юстиции Российской Федерации 21 марта 1996 года (свидетельство № 3161)
Государственная аккредитация в соответствии с приказом Минспорта РФ от 22.03.2024 № 351
Федерация муайтай России является членом Международной федерации любительского муайтай (IFMA).

## Общая информация
В 1996 году создается Федерация тайского бокса России, которую возглавил Сергей Жуков, руководивший ей до 2007 года, сейчас являющийся почетным президентом ФТБР.
В 1996 году тайский бокс был признан в России официальным видом спорта. Федерация тайского бокса (ФТБР) была признана Олимпийским комитетом России.
В 2001 году сборная команда России заняла 2-е общекомандное место на чемпионате мира, после этого, в 2004 и 2006 году российские спортсмены стали первыми в командном зачете.
На международных соревнованиях по тайскому боксу — чемпионатах и Кубках мира и Европы — сборная команда России входит в тройку призёров в общекомандном зачете. Чемпионат Европы 2008 (Польша) — 1-е общекомандное место, чемпионат Европы — 2009 (Латвия) — 1-е общекомандное место, чемпионат Европы 2010 (Италия) — 2-е общекомандное место, чемпионат Европы 2011 (Турция) 3-е общекомандное место..
В 2010 году ФТБР возглавил Путилин Дмитрий Александрович. Как президент ФТБР, Дмитрий Александрович руководит работой Федерации, представляет Федерацию в государственных органах и организациях и различных организационно-правовых форм и форм собственности. Развитие тайского бокса осуществляется по территориям: Центральная зона (1 Вице-президент Григорий Дрозд), Южная зона (Вице-президент Абдулнасыр Меджидов), Урало-Приволжская зона (Вице-президент Максим Виноградов), зона Сибири и Дальнего Востока (Вице-президент Сергей Бусыгин).
Государственная аккредитация в соответствии с приказом Минпорта РФ от 12.04.2013 №189
В 2017 году ФТБР присоединяется к международной онлайн скорринговой системе RSportz, применяемой в IFMA. Вся информация о соревнованиях с чемпионата мира 2017 на ifmalive.com
Государственная аккредитация в соответствии с приказом Минспорта РФ от 28.03.2018 №124 сроком на 4 года
Государственная аккредитация в соответствии с приказом Минспорта РФ от 05.04.2022 №291 сроком на 2 года.
Наименование вида спорта согласно Приказу Министерства спорта России от 31.01.2023г. №58 – «муайтай».
С 31.08.2023г. официальное наименование Федерации: Общероссийская спортивная общественная организация «Спортивная федерация муайтай России».
Государственная аккредитация в соответствии с приказом Минспорта РФ от 22.03.2024 №351 сроком на 4 года

Командные места на международных стартах:
- 2010 - I Всемирные Игры боевых искусств SportAccord (г.Пекин)
- Чемпионата мира 2011[11] (19-27 сентября, г. Ташкент, Узбекистан)
- 2012[12] году на территории России был проведен чемпионат мира IFMA (г.Санкт-Петербург).
- 2013  — II Всемирные Игры боевых искусств СпортАккорд (г.Санкт-Петербург).
- 2016  — Кубок мира[13] IFMA (г.Казань).
- 2018  — Чемпионат мира[14] IFMA (г.Канкун).[15]
- 2019 - Чемпионат мира IFMA (г.Бангкок)
- 2021 - Чемпионат мира (г.Бангкок)
- 2021 - I Игры СНГ (г.Казань) - 1 командное место
- 2023 - Чемпионат мира (г.Бангкок)[16] - без командного места, спортсмены выступали в нейтральном статусе. 7 золотых медалей.

## Структура Федерации
Высшим руководящим органом Федерации является Конференция. руководит работой Федерации между Конференциями, представляет Федерацию в государственных органах и организациях и иных организациях различных организационно-правовых форм и форм собственности.
Постоянные и временные комитеты и комиссии помогают различным органам Федерации выполнять соответствующие функции и входят в административные органы.
В данный момент в исполком ФТБР входят:
- президент Федерации — Путилин Дмитрий Александрович;
- глава комиссии по работе с партнерами — Губин Дмитрий Владимирович
- вице-президенты и члены президиума — Бусыгин Сергей Юрьевич,Дрозд Григорий Анатольевич,Виноградов Максим Евгеньевич,Меджидов Абдулнасыр Магомедрасулович,Куимов Сергей Юрьевич,Жданов Константин Геннадьевич,Ильин Виталий Юрьевич,Котенков Александр Владимирович